# Domiciliation d'entreprise
 (février 2014).
La domiciliation d'une entreprise correspond à l'adresse administrative et fiscale (siège social) de l'entreprise.

## En France
En France, les principes de la domiciliation commerciale ou d'entreprise sont régis par le décret n°85-1280 du 5 juillet 1985. La domiciliation d’entreprise se traduit par le choix de l’adresse du siège social (adresse postale) de l’entreprise par l’entrepreneur, adresse à laquelle les courriers officiels et commerciaux seront envoyés.
Seules les personnes morales ont le droit de recourir à la domiciliation commerciale, quelle que soit leur forme juridique (SA, EURL, SARL, SAS…)[réf. nécessaire]. La domiciliation doit également être déclarée au centre des formalités des entreprises (CFE) et au registre du commerce et des sociétés (RCS) afin d'être immatriculée. 
Toute entreprise est libre de choisir son siège social qui peut être soit une domiciliation collective dans le local d’une autre entreprise grâce à une société de domiciliation ou centre d'affaires, soit un local commercial (acheté ou loué), soit l’adresse personnelle du représentant légal de l’entreprise (dans le cas où le contrat de bail autorise une telle domiciliation).
Dans le cadre d'une domiciliation dans une société de domiciliation, le domicilié et le domiciliataire sont liés par un contrat de domiciliation d'une durée minimum de trois mois. Sur le contrat de domiciliation, plusieurs mentions doivent figurer obligatoirement comme l'identité de la personne physique ou la raison sociale de la personne morale, l'adresse de la domiciliation, les prestations fournies et les tarifs associés, les modalités de paiement et de rupture de contrat ou encore les obligations du domicilié. 
Si le domicilié a l'obligation de fournir des informations concernant son identité et celle de son entreprise, le domiciliataire est également tenu à un certain nombre de règles. Chaque année, les sociétés de domiciliation doivent fournir au centre des impôts un registre complet avec la liste des domiciliés afin de lutter contre le blanchiment des capitaux et le financement du terrorisme.  
La société de domiciliation doit être immatriculée au RCS, bénéficier impérativement d'un agrément préfectoral, elle doit mettre à disposition une salle permettant de tenir une réunion de manière confidentielle à ses domiciliés et doit informer le greffe du tribunal de commerce à la fin de chaque contrat de domiciliation.